# Portile
Portile (Purtil, in dialetto modenese) è una frazione di Modena di 828 abitanti. È situato a 7 km a sud del Centro, sulla Strada provinciale 17.

## Storia
Portile nel basso medioevo costituiva di fatto un feudo del Vescovo di Modena, egli era infatti proprietario di gran parte di queste terre e tra l'altro i primi documenti che si riferiscono al paese datati 1228 sono contratti di vendita a Guglielmo Vescovo di Modena. I Vescovi di Modena ebbero inoltre per circa quattro secoli la loro residenza «di villeggiatura»  estiva in una villa costruita nel XVI secolo da Sisto Visdomini nel centro del paese.
La chiesa parrocchiale dedicata a San Rufino Vescovo di Capua è stata costruita nel 1826 secondo lo stile del tempo, ovvero il neoclassico e interamente affrescata nel 1901 dal pittore carpigiano Fermo Forti (1839-1911). Il campanile costruito negli anni 1908-1909 su progetto dell'architetto Pietro Carani fu inaugurato nel 1910.

## Origine del nome
Contrariamente a quanto farebbe pensare il nome, l'origine del nome del paese non deriva da porto, come nel caso di Bomporto, infatti in zona non vi sono canali navigabili. Diversamente Portile deve il suo nome ai numerosi querceti che si trovavano in passato nel suo territorio, che permettevano un intenso allevamento del maiale il quale poteva trovare ghiande in abbondanza. Difatti nelle prime carte la località viene menzionata come «Castrum Purcili» nel 1044, «Locus Purcile» nel 1057 e semplicemente «Purcile» nel 1129. Ritrovamenti archeologici hanno potuto confermare che l'allevamento del suino era già praticato nel territorio in epoca romana e prima ancora, fin dalla preistoria. Quindi Portile come Porcile e Porcile come allevamento di suini.